# Francisc Nemeș
Francisc Nemeș (ur. 17 stycznia 1907 w Carei, zm. 7 listopada 1991 tamże) – rumuński lekkoatleta, sprinter.
Uczestnik igrzysk olimpijskich w 1936 w Berlinie. Na igrzyskach olimpijskich odpadł w eliminacjach biegu na 400 metrów, ustalając wynikiem 50,9, swój rekord życiowy.
Francisc Nemeș dwukrotnie (w 1932 i 1933) wygrał mistrzostwa Bałkanów w lekkoatletyce w biegu na 400 metrów.